# Раздольне (Новосибірська область)
Раздольне (рос. Раздольное) — село у Новосибірському районі Новосибірської області Російської Федерації.
Входить до складу муніципального утворення Раздольненська сільрада. Населення становить 4861 особа (2010).

## Історія
Згідно із законом від 2 червня 2004 року органом місцевого самоврядування є Раздольненська сільрада.

## Населення
| 2002 | 2007  | 2010  |
| ---- | ----- | ----- |
| 2752 | ↗3107 | ↗4861 |